# Pheidole innotata
Pheidole innotata är en myrart som beskrevs av Mayr 1866. Pheidole innotata ingår i släktet Pheidole och familjen myror. Inga underarter finns listade i Catalogue of Life.